# Antivirusni lek
Antivirusni lekovi (antivirotici) su klasa lekova koja se specifično koristi za tretiranje virusnih infekcija. Popout antibiotika za bakterije, specifični antivirusni agensi se koriste za specifične viruse. Za razliku od većine antibiotika, antivirotici ne uništavaju njihov ciljni patogen. Umesto toga oni inhibiraju njegov razvoj.
Antiviralni lekovi su klasa antimikrobika, velike grupe koja takođe obuhvata antibiotike, antimikotici i antiparazitici. Oni su relativno bezopasni za domaćina, te se mogu koristiti za lečenje infekcija. Njih treba razlikovati od viricida, koji nisu lekovi ali deaktiviraju ili uništavaju virusne čestice, dok su unutar ili izvan tela. Za mnoge biljke kao što je Kantarion se smatra imaju antivirusna svojstva, mada dokazi za to nisu dovoljni. Antivirotici su takođe nađeni u esencijalnim uljima nekih biljaka, kao što je eukaliptusovo ulje i njegovi konstituenti.

## Literatura
- Lindequist, U.; Niedermeyer, T.H.J.; Jülich, W.D. (2005). „The Pharmacological Potential of Mushrooms”. Evid Based Complement Alternat Med. 2 (3): 285—99. PMC 1193547 . PMID 16136207. doi:10.1093/ecam/neh107. Архивирано из оригинала 27. 04. 2009. г. Приступљено 15. 04. 2012.